# Aisha al-Qadhafi
Aisha al-Qadhafi (Arabisch: عائشة القذافي) (Tripoli, 25 december 1976) is een Libisch advocate, militair en van 2009 tot 2011 Goodwill Ambassador van de Verenigde Naties. Ze is de enige dochter van de voormalige Libische dictator Moammar al-Qadhafi. Ze was in 2004 lid van het team dat de Iraakse dictator Saddam Hoessein verdedigde. 
In 2006 huwde ze met haar neef Ahmed Kadhafi Al-Kashi, die samen met twee van hun kinderen tijdens de opstand in 2011 zou zijn gedood. Eind augustus 2011 kreeg een zwangere Aisha, samen met haar moeder en haar twee broers Mohammed en Hannibal, asiel aangeboden in Algiers.
Al-Qadhafi legde een klacht neer bij rechtbanken in Parijs en Brussel tegen de bombardementen van de Navo in Libië. Toen die klacht werd afgewezen richtte ze zich tot het Internationaal Strafhof in Den Haag teneinde een onderzoek te eisen naar de dood van haar vader en haar broer Al-Mu'tasim al-Qadhafi.